# Chrono Trigger
Chrono Trigger (japanska: クロノ・トリガー Hepburn: Kurono Torigā?) är ett RPG-spel som släpptes i Japan 11 mars 1995 för Super Nintendo Entertainment System, utvecklat av Square. Spelet släpptes aldrig i Europa men kom till USA 22 augusti 1995.
Spelet utvecklades av skaparen av Final Fantasy-serien och skaparen av Dragon Quest-serien samtidigt som skaparen av mangan Dragon Ball ritade karaktärerna. Musiken skrevs av kompositörerna Yasunori Mitsuda och Nobuo Uematsu. Spelet var på många sätt före sin tid. Man slapp bland annat "random encounters", något som på allvar försvann ur RPG-spel först 10 år senare.
1 juni 1996 kom uppföljaren Radical Dreamers till SNES Satellaview, dock bara i Japan. 18 november 1999 släpptes uppföljaren, Chrono Cross, till PlayStation i Japan. Chrono Cross kom till USA 15 augusti 2000 men släpptes inte heller det i Europa.
Chrono Trigger har även släppts till PlayStation, i ett samlingsspel med Final Fantasy IV kallat Final Fantasy Chronicles, dock återigen inte i Europa.

## Mottagande och utmärkelser
Trots att Chrono Trigger är framträdande på diverse utländska och internationella speltopplistor, t.ex. i japanska speltidningen Famitsu eller på siten GameSpot, har bemötandet i motsvarande svenska medier varit näst intill obefintligt och spelet har saknats på flertalet svenska listor. När tidskriften Super Play år 2003 utnämnde sina hundra bästa spel genom tiderna hamnade Chrono Trigger på plats 38. I föregångaren till Super Play, kallad Super Power, recenserade Tobias Bjarneby Chrono Trigger, där han gav spelet betyget 95 av 100 och kallade det för "årets bästa rollspel." I Guinness World Records 2009: Gamer's Edition hamnade spelet på plats 32 över de 50 bästa konsolspelen genom tiderna och Empire placerade Chrono Trigger på plats 67 på deras lista "The 100 Greatest Games of All Time". ScrewAttack placerade spelet på plats 2 på deras lista "Top Ten Big Names That Fell Off" och WatchMojo.com placerade Chrono Trigger på plats 1 på deras lista "Top 10 Video Games of the 4th Generation", plats 1 på listan "Top 10 Time Travel Video Games", plats 2 på listan "Top 10 Video Games with Multiple Endings", plats 5 på deras lista "Top 10 Video Games of All Time" samt plats 7 på deras lista "Top 10 Video Games that Should Have Film Adaptations".
När Sveriges populärkulturella och pedagogiska samfund lät sina medlemmar sammanställa en SNES-topplista i 16 kategorier återfanns däremot Chrono Trigger i flera av dessa. Spelet röstades fram till förstaplats i kategorierna bästa rollspel, bäst grafik, bäst musik, bäst utmaning samt bästa SNES-spel totalt.
Även version till Nintendo DS har släppts, då även i Europa.

## Musik
WatchMojo.com placerade soundtracket till Chrono Trigger på plats 5 på deras lista "Top 10 Retro Video Game Soundtracks".